# Marie Anne Lenormand
Marie Anne Adelaide Lenormand (ur. 27 maja 1772 w Alençon, zm. 25 czerwca 1843 w Paryżu) – francuska wróżbitka, nazywana Sybillą z Przedmieścia Saint-Germain. Przepowiedziała szafot Saint-Justowi i Robespierre'owi. Z jej usług korzystała między innymi żona Napoleona Bonapartego, Józefina oraz cesarz Rosji – Aleksander I Romanow.

## Życiorys

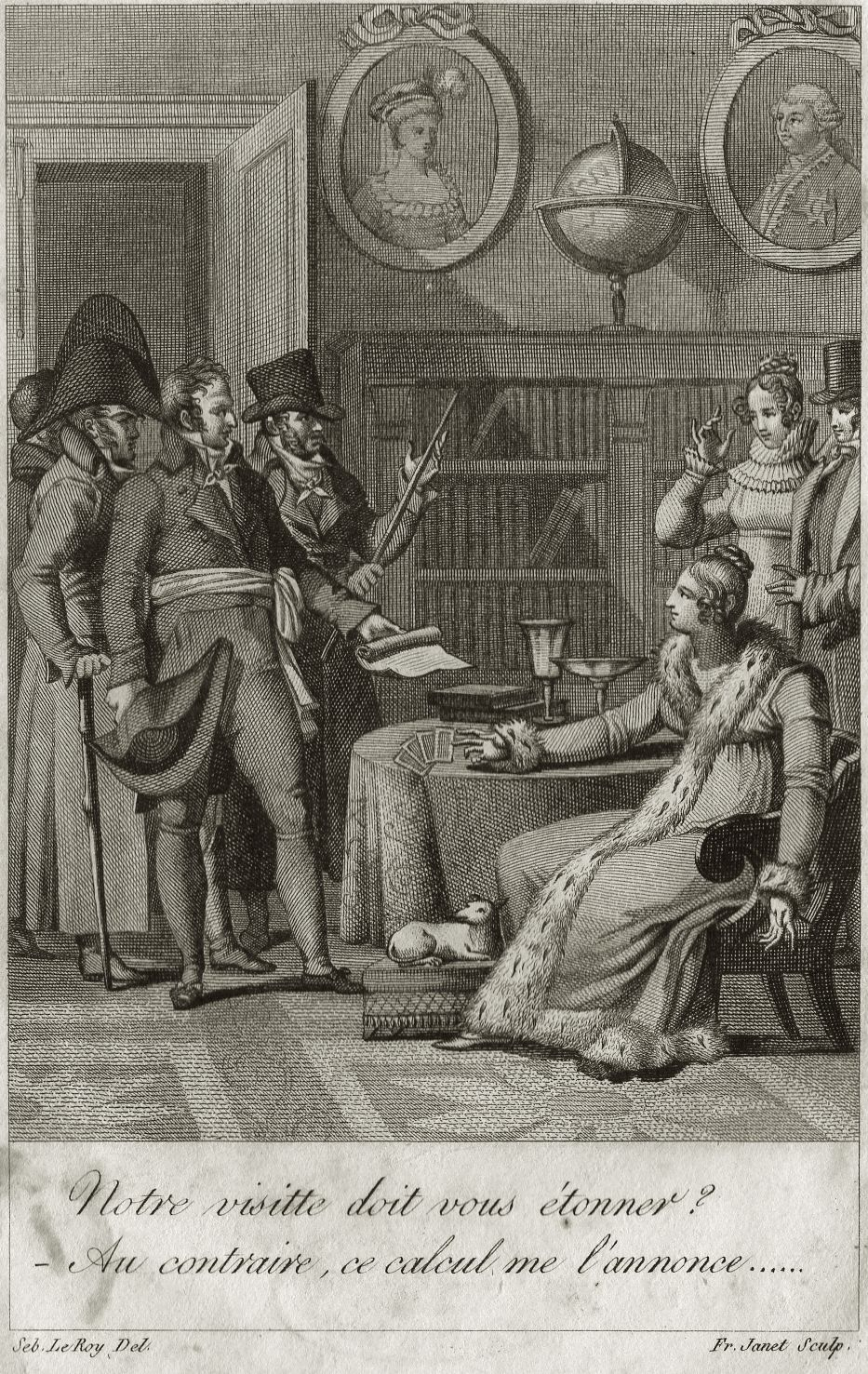
Marie Anne Lenormand, aresztowana w Paryżu 11 grudnia 1809.

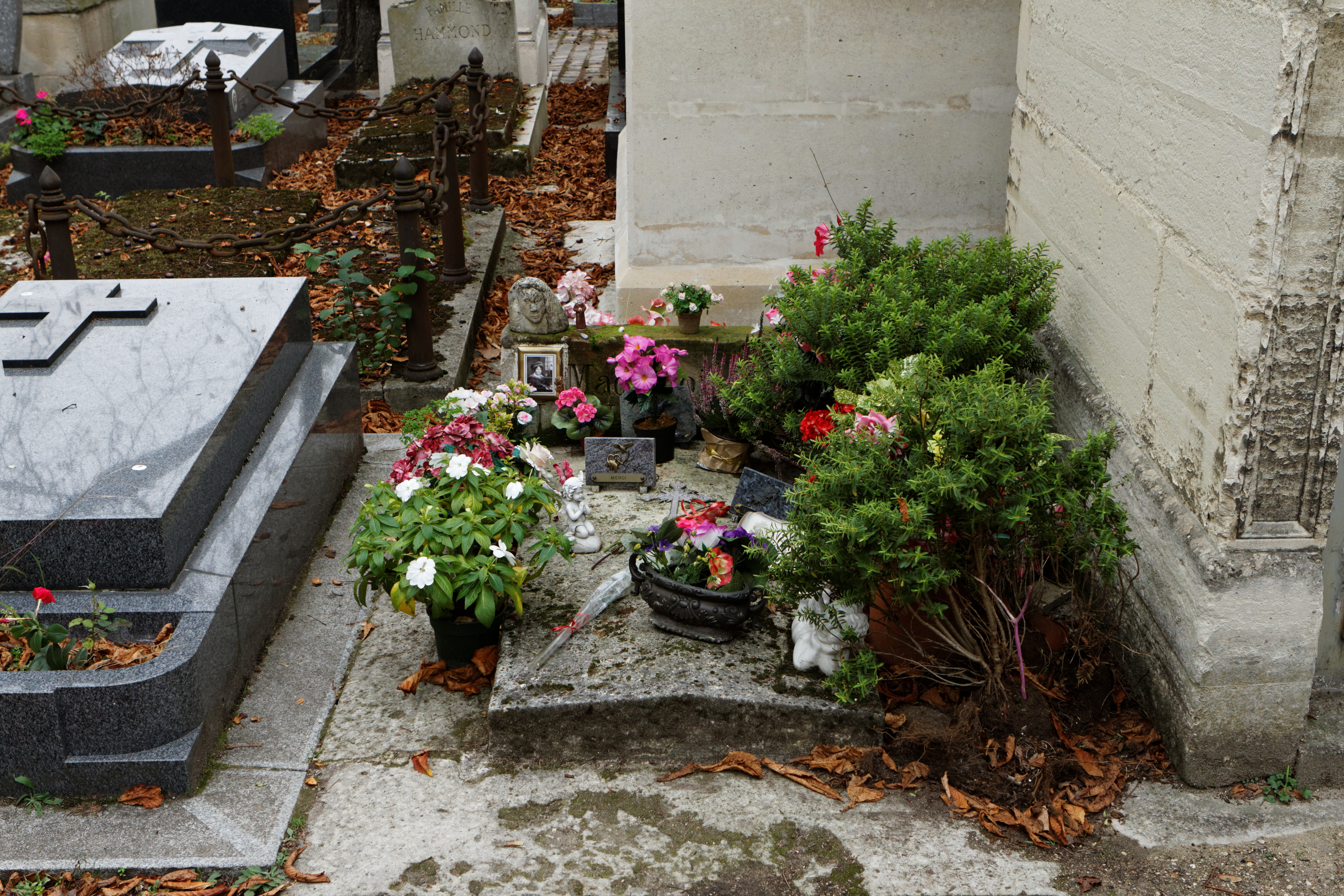
Pochówek w Père-Lachaise.

Córka Jeana Loisa Antoine Lenormand i Marie Anne Lenormand - z domu Gilbert. Lenormand miała również starszą siostrę - Marie Anne urodzoną 16 września 1768, która żyła tylko kilka godzin. Lenormand dostała imię właśnie po niej, ponieważ wtedy według powszechnego wówczas przekonania dusze zmarłego rodzeństwa powinny żyć w ciele tych, którzy urodzili się po nich. 
Rodzina Lenormand posiadała swój sklep - nie narzekała na brak pieniędzy. Kiedy Marie Anne Adelaide miała prawie rok - zmarł jej ojciec, a matka Lenormand nie miała pojęcia o prowadzeniu sklepu i zajmowaniu się handlem. Dlatego z braku pieniędzy postanowiła poślubić bogatego krewnego. Jednak kilka miesięcy po ślubie zmarła i dziewczyna została tylko z ojczymem. Po jakimś czasie daleki krewny znalazł sobie nową żonę, a Lenormand trafiła do klasztoru benedyktynek. Później przebywała jeszcze w kilku innych klasztorach - dopóki jej ojczym nie znalazł krawcowej, u której Lenormand mogłaby zdobyć zawód.
Po zdobyciu zawodu, w 1790 Lenormand osiedliła się w Paryżu i trzy lata później, wraz z wróżbitką – „Madame Gilbert” otworzyła biuro wróżb. Lenormand przez swój dar miała tylko same kłopoty. Ponieważ została aresztowana przez Komitet Ocalenia Publicznego (fr. Comité de salut public). Na szczęście to aresztowanie jej nie zaszkodziło – wręcz przeciwnie przyniosło jej jeszcze większą popularność.
Od 1797 Marie Anne Lenormand mieszkała przy ulicy Tournon (fr. Rue de Tournon), gdzie zawodowo zajmowała się przepowiadaniem przyszłości. Lenormand miała klientów z różnych klas społecznych. 
W 1803 i 1809 Lenormand została oskarżona o zdradę stanu i trafiła do więzienia. Na szczęście zarzuty nie były bardzo poważne, ponieważ w obu przypadkach była krótko zatrzymana.
Po śmierci następcy tronu 14 lutego 1820 i związanej z tym wydarzeniem zmianie polityki Ludwika XVIII wielu przeciwników politycznych wyemigrowało do Brukseli, wśród nich także Marie Anne Lenormand. Tam Lenormand również została aresztowana pod zarzutem szpiegostwa. Kobieta odwoływała się kilka razy, ale do uchylenia wyroku nie doszło. Dopiero, gdy niektórzy z jej zwolenników wywarli presję publiczną na nowe przesłuchanie dla Lenormand, którą oskarżano tym razem o czary – zwolniono ją z więzienia.
W 1830, po rewolucji lipcowej we Francji Lenormand wycofała się z życia publicznego i kładła karty tylko przyjaciołom. 
Zmarła 25 czerwca 1843 w Paryżu, w wyniku błędu lekarza.

### Wizje Lenormand i karty klasyczne nazwane jej imieniem
Pewnego dnia, jak jeszcze dziewczyna mieszkała w klasztorze oświadczyła, że siostra przełożona nie zostanie zbyt długo w zgromadzeniu. Lenormand miała wizję - spojrzała na powierzchnię wody i nagle pojawiły się obrazy, które opowiadały o przyszłej i bardzo długiej podróży ksieni. Zakonnice były oszołomione i wstrząśnięte tymi wydarzeniami, nie potrafiły wyjaśnić, skąd się wzięły te wizje. Jednak podekscytowanie wzrosło jeszcze bardziej, gdy wkrótce nadeszła wiadomość, że siostra przełożona została przeniesiona w inne miejsce. Ojczym dziewczynki został natychmiast wezwany do klasztoru i poproszony o zabranie Lenormand ze zgromadzenia, ponieważ był to jedyny sposób na przywrócenie spokoju i porządku w klasztorze.
Karty Lenormand zostały nazwane nazwiskiem Lenormand. Talia kart do wróżenia posiadała i posiada po dziś dzień 36 kart klasycznych. Po jej śmierci nazwa „Lenormand” została użyta w odniesieniu do niektórych kart kartomancji.

## Dzieła[4]
- 1814: Les souvenirs prophétiques d'une sibylle sur les causes secrétes de son arrestation
- 1815: Anniversaire de la mort de l'impératrice Josephine
- 1816: La sibylle au tombeau de Louis XVI
- 1817: Les oracles sibyllins ou la suite des souvenirs prophétiques
- 1819: La sibylle au congrès d'Aix-la-Chapelle
- 1820: Mémoires historiques et secrets de l'impératrice Joséphine, Marie-Rose Tascher-de-la-Pagerie, première épouse de Napoléon Bonaparte
- 1821: Mémoire justificatif présenté par Mlle Le Normand
- 1821: Cri de l'honneur
- 1822: Souvenirs de la Belgique - Cent jours d'infortunes où le procès mémorable
- 1824: L'ange protecteur de la France au tombeau de Louis XVIII
- 1826: L'ombre immortelle de Catherine II au tombeau d'Alexandre Ier
- 1827: Histoire de Jean VI. de Portugal, depuis sa naissance jusqu'à sa mort en 1826
- 1830: L'ombre de Henri IV au palais d'Orléans
- 1831: Le petit homme rouge au château des Tuileries
- 1832: Manifeste des dieux sur les affaires de France
- 1833: Arrêt suprême des dieux de l'Olympe en faveur de Mme. la duchesse de Berry et de son fils